# Anthurium schunkei
Anthurium schunkei är en kallaväxtart som beskrevs av Kurt Krause. Anthurium schunkei ingår i släktet Anthurium och familjen kallaväxter. Inga underarter finns listade.